# 文久
文久（ぶんきゅう、旧仮名遣：ぶんきう}}）は、日本の元号の一つ。万延の後、元治の前。大化以降225番目、241個目の元号。1861年から1864年までの期間を指す。この時代の天皇は孝明天皇。江戸幕府将軍は徳川家茂。

## 改元
- 万延2年2月19日（グレゴリオ暦1861年3月29日）： 讖緯説に基づく辛酉革命の年に当たるため改元。
- 文久4年2月20日（グレゴリオ暦1864年3月27日）：元治に改元。

なお、前回の万延改元の時に最終的に絞られた2つのうち最後に外されたのが「文久」であった。

## 文久年間の出来事

### 元年
- 2月： ロシア軍艦ポサドニック号による対馬占領事件
- 5月： 東禅寺事件
- 12月： 文久遣欧使節

### 2年
- 1月： 幕府老中の安藤信正が襲撃される坂下門外の変が起こる。
- 2月： 皇女和宮と第14代将軍徳川家茂の婚礼。
- 2月： 大野佐吉が浅草瓦町（現在の台東区浅草橋）で鮒佐を創業。醤油で煮る現在の佃煮の形を創り上げる。
- 4月： 薩摩藩の島津久光が上京する。徳川慶喜が将軍後見職に就任する（文久の改革）。
- 5月： ロンドン覚書を締結する。
- 8月： 生麦事件

### 3年
- 詳細不明：「春夏の交」に、 近藤真琴が私塾・攻玉塾を創立。現在の攻玉社中学校・高等学校。
- 3月： 将軍徳川家茂が上洛する。
- 同：　『青砥稿花紅彩画』（歌舞伎作品。白浪五人男、弁天娘女男白浪とも）河竹黙阿弥の代表作の一つ。江戸市村座で初演。
- 5月： 長州藩が下関で外国艦隊に砲撃を行う。姉小路公知暗殺（朔平門外の変）。
- 7月： 薩英戦争
- 8月： 天誅組の変。京都で八月十八日の政変が起こる。横浜の山手にイギリス軍、フランス軍が駐屯開始（英仏横浜駐屯軍）
- 9月： 井土ヶ谷事件
- 10月： 生野の変

## 誕生
- 元年： 加藤友三郎（海軍大将、第21代内閣総理大臣）白瀬矗（探検家）
- 2年： 新渡戸稲造（国際連盟事務次長）、森鷗外（陸軍軍医、小説家）、牧野富太郎（植物学者）
- 3年： 徳川家達（第16代徳川宗家当主、貴族院議長）

## 死去
- 元年： ヘンリー・ヒュースケン（29歳没）、犬塚正陽（77歳没）
- 2年： 吉田東洋（暗殺 享年46）、本因坊秀策（病死 享年34）
- 3年： 清河八郎（暗殺 享年34）、姉小路公知（暗殺 享年25）

## 西暦との対照表
※は小の月を示す。
| 文久元年（辛酉） | 一月※     | 二月  | 三月 | 四月※ | 五月  | 六月※ | 七月  | 八月※ | 九月    | 十月※ | 十一月※ | 十二月   |           |
| ---------------- | --------- | ----- | ---- | ----- | ----- | ----- | ----- | ----- | ------- | ----- | ------- | -------- | --------- |
| グレゴリオ暦     | 1861/2/10 | 3/11  | 4/10 | 5/10  | 6/8   | 7/8   | 8/6   | 9/5   | 10/4    | 11/3  | 12/2    | 12/31    |           |
| ユリウス暦       | 1861/1/29 | 2/27  | 3/29 | 4/28  | 5/27  | 6/26  | 7/25  | 8/24  | 9/22    | 10/22 | 11/20   | 12/19    |           |
| 文久二年（壬戌） | 一月      | 二月※ | 三月 | 四月  | 五月※ | 六月  | 七月※ | 八月  | 閏八月※ | 九月  | 十月※   | 十一月   | 十二月※   |
| グレゴリオ暦     | 1862/1/30 | 3/1   | 3/30 | 4/29  | 5/29  | 6/27  | 7/27  | 8/25  | 9/24    | 10/23 | 11/22   | 12/21    | 1863/1/20 |
| ユリウス暦       | 1862/1/18 | 2/17  | 3/18 | 4/17  | 5/17  | 6/15  | 7/15  | 8/13  | 9/12    | 10/11 | 11/10   | 12/9     | 1863/1/8  |
| 文久三年（癸亥） | 一月※     | 二月  | 三月 | 四月※ | 五月  | 六月※ | 七月  | 八月  | 九月※   | 十月  | 十一月※ | 十二月   |           |
| グレゴリオ暦     | 1863/2/18 | 3/19  | 4/18 | 5/18  | 6/16  | 7/16  | 8/14  | 9/13  | 10/13   | 11/11 | 12/11   | 1864/1/9 |           |
| ユリウス暦       | 1863/2/6  | 3/7   | 4/6  | 5/6   | 6/4   | 7/4   | 8/2   | 9/1   | 10/1    | 10/30 | 11/29   | 12/28    |           |
| 文久四年（甲子） | 一月※     | 二月※ | 三月 | 四月※ | 五月  | 六月※ | 七月  | 八月  | 九月    | 十月※ | 十一月  | 十二月※  |           |
| グレゴリオ暦     | 1864/2/8  | 3/8   | 4/6  | 5/6   | 6/4   | 7/4   | 8/2   | 9/1   | 10/1    | 10/31 | 11/29   | 12/29    |           |
| ユリウス暦       | 1864/1/27 | 2/25  | 3/25 | 4/24  | 5/23  | 6/22  | 7/21  | 8/20  | 9/19    | 10/19 | 11/17   | 12/17    |           |